# Montaña del Huevo
La Montaña del Huevo es una pequeña elevación de terreno que se encuentra en la ciudad española de Alicante, próxima a la Loma de los Gallos y a la Loma del Esparto, en el barrio de Juan Pablo II. En su cima se encuentra una escultura de gran tamaño de María Auxiliadora, en una zona vallada perteneciente al contiguo Colegio María Auxiliadora inaugurado en la década de 1970.
La montaña está considerada como Bien catalogado de protección general Integral y Área de Vigilancia Arqueológica en el Catálogo de Protecciones del Ayuntamiento de Alicante.

## Etimología
Debe su nombre de Montaña del Huevo a la tradición alicantina de celebrar el "Día de la Mona" los Lunes de Pascua, festivo en la ciudad, acudiendo a este lugar. En este día las familias alicantinas pasan el día al aire libre "yendo de mona" a zonas de recreo cercanas, como el Benacantil, la Sierra Grossa, el monte Orgegia o las proximidades del monasterio de la Santa Faz. Según la tradición se debe romper las cáscara del huevo cocido de las típicas monas de Pascua en la frente del acompañante.
Recibe también los nombres de  Loma de María Auxiliadora y Monte Tabor.